# Andre Frolov
Andre Frolov (* 18. April 1988 in Emmaste) ist ein estnischer Fußballspieler.

## Karriere

### Verein
Andre Frolov spielte zunächst beim Lelle SK und später beim JK Pärnu Tervis in der Esiliiga. In der Spielzeit 2005 kam der Mittelfeldspieler mit dem FC Flora Tallinn zu zwei Einsätzen in der Meistriliiga gegen den FC Kuressaare und Dünamo Tallinn. Beim Spiel gegen Dünamo traf Frolov nach einer Einwechslung gegen Teet Allas zum 7:0-Endstand. Ab 2006 spielte Frolov beim FC Valga Warrior in der Meistriliiga und kam am Saisonende mit der Mannschaft auf den letzten Tabellenplatz und stieg ab. Im Jahr 2007 wechselte er zur zweiten Mannschaft des FC Flora Tallinn. Von 2008 bis 2009 spielte Frolov beim JK Tulevik Viljandi, bevor dieser nach Ende der Sommerpause 2009 zum FC Flora zurückkehrte. In der Spielzeit 2010 konnte Frolov nur mit Kurzeinsätzen zum Meistertitel des Hauptstadtklubs beitragen. Ab 2011 spielte er als Stammspieler im Team der ersten Mannschaft regelmäßig und konnte am Ende der Saison den Titel aus dem Vorjahr erfolgreich verteidigen, hinzu kam der Sieg im Estnischen Pokalfinale gegen den JK Trans Narva, wobei Frolov über die gesamte Spieldauer von 90 Minuten dazu beitragen konnte. Bereits einige Monate vorher hatte der Este den Supercup gegen den FC Levadia Tallinn gewonnen. Das Spiel, welches traditionell vor dem Saisonstart ausgetragen wurde, sah er zunächst von der Bank aus, ehe er für den finnischen Junioren-Nationalspieler Valeri Minkenen eingewechselt wurde. Das Spiel wurde erst im Elfmeterschießen mit 5:3 für Flora entschieden.

### Nationalmannschaft
Andre Frolov spielt seit der U-17-International für Estland. Über die U-18 und U-19 kam er im Februar 2009 zum Debüt in Estlands U-21 gegen die Auswahl von Finnland; in der 70. Spielminute wurde er gegen Eerik Reinsoo ausgewechselt. Im Jahr 2012 kam Frolov zu seinem Debüt in der Estnischen Nationalmannschaft im Länderspiel gegen den Oman, nachdem er dort für Gert Kams eingewechselt wurde.

## Erfolge
- Estnischer Meister:  2010, 2011
- Estnischer Pokalsieger: 2010/11, 2012/13
- Estnischer Supercupsieger: 2011, 2012, 2014